# Paul Harrison (football)
Pour les articles homonymes, voir Paul Harrison et Harrison.
Paul Anthony Harrison est un footballeur anglais évoluant au poste de gardien de but dans le club gallois des New Saints.

## Compétitions européennes
Il fait ses débuts en Ligue des champions le 17 juillet 2007 à l'occasion de la rencontre TNS-Ventspils (victoire 3-2).

## Palmarès
The New Saints
- Championnat
  - Vainqueur : 2012, 2013, 2014, 2015, 2016, 2017, 2018
  - Vice-champion : 2008.
- Coupe du pays de Galles
  - Vainqueur : 2012
- Coupe de la Ligue
  - Vainqueur : 2009, 2010, 2011.

## Statistiques
| Saison      | Club           | Pays                 | Championnat | Coupes nationales | Coupes européennes            |
| ----------- | -------------- | -------------------- | ----------- | ----------------- | ----------------------------- |
| 2007 - 2008 | The New Saints | Welsh Premier League | 30 matchs   | ?                 | 2 matchs (C1)                 |
| 2008 - 2009 | The New Saints | Welsh Premier League | 34 matchs   | ?                 | 2 matchs (C3)                 |
| 2009 - 2010 | The New Saints | Welsh Premier League | 34 matchs   | ?                 | 2 matchs (C3)                 |
| 2010 - 2011 | The New Saints | Welsh Premier League | 32 matchs   | 9 matchs          | 4 matchs (C1) + 2 matchs (C3) |
| 2011 - 2012 | The New Saints | Welsh Premier League | -           | -                 | 4 matchs (C3)                 |

Dernière mise à jour le 28 juillet 2011